# Piscidia havanensis
Piscidia havanensis là một loài thực vật có hoa trong họ Đậu. Loài này được (Britton & Wilson) Urb. & Ekman miêu tả khoa học đầu tiên.